# 麻原将平
麻原 将平（あさはら しょうへい、1984年9月3日 - ）は、日本の男性空手家・キックボクサー。滋賀県出身。シルバーアックス所属。

## 来歴
- 2005年2月6日、正道会館 全日本新人戦空手道選手権大会の軽量級で第3位に入賞。
- 2008年2月24日、KGS「KAMINARIMONトーナメント＆ワンマッチ大会」－60kg級トーナメントで優勝を果たす[1]。
- 2008年4月27日、RISING ROOKIES CUP 60kg級でプロデビュー。KAMINARIMON CLIMAX’07 65kg級優勝者仲江川裕人と対戦し、2RにドクターストップによるTKO勝ちを収めた。
- 2008年9月28日、「3A-LIFE presents R.I.S.E. 50」で、高平大需と対戦し3RにTKO勝ちを収めた。
- 2008年11月30日、「RISING ROOKIES」で、後藤勝也と対戦し、2-0の判定勝利を収めた。
- 2009年1月31日、「RISE 52」で、永山敬之と対戦し、3-0の判定勝利を収めた。
- 2009年5月31日、「RISE 55」で、川崎亮と対戦し、3-0の判定勝利を収めた。
- 2009年9月28日、「Survivor　Rounde.1」で、サクサノーイ・ソージャティップと対戦し、2-0の判定勝利を収めた。
- 2009年11月2日、「Krushライト級グランプリ2009～決勝戦Final Round～」のスーパーファイトで、青津潤平と対戦し、0-3の判定負けを喫した。
- 2010年5月2日、K-1 WORLD MAX 2010 〜-63kg Japan Tournament 1st Round〜で、K-1甲子園2009準優勝者嶋田翔太と対戦し、2Rに右跳び膝蹴りでダウンを奪い3-0の判定勝利を収めた[2]。
- 2010年7月5日、K-1 WORLD MAX 2010 〜-63kg Japan Tournament FINAL〜の第3リザーブファイトで谷山俊樹と対戦し、0-3の判定負けを喫した。
- 2010年10月3日、「RISE 71」で行なわれた初代RISEライト級王者決定戦のリザーブマッチで花田元誓と対戦し、0-3の判定負けを喫した。
- 2011年2月27日、「RISE 74」で、元NKB二階級王者巨輝と対戦し、3Rにダウンを奪い3-0の判定勝利を収めた。
- 2011年6月25日、K-1 WORLD MAX 2011 -63kg Japan Tournament FINALの第2リザーブファイトで、RISEスーパーライト級王者吉本光志と対戦し、延長Rの末0-3の判定負けを喫した[3]。

## 戦績
| キックボクシング 戦績 | キックボクシング 戦績 | キックボクシング 戦績 | キックボクシング 戦績 | キックボクシング 戦績 | キックボクシング 戦績 | キックボクシング 戦績 |
| --------------------- | --------------------- | --------------------- | --------------------- | --------------------- | --------------------- | --------------------- |
| 42 試合               | (T)KO                 | 判定                  | その他                | 引き分け              | 無効試合              |                       |
| 25 勝                 | 7                     | 18                    | 0                     | 1                     | 0                     |                       |
| 16 敗                 | 2                     | 13                    | 1                     | 1                     | 0                     |                       |

| 勝敗 | 対戦相手                       | 試合結果                          | 大会名 | 開催年月日     |
| ×    | 山畑雄摩                       | 3R終了 判定0-3                    | RISE WORLD SERIES 2021 OSAKA2 | 2021年11月14日 |
| ○    | KENTA                          | 延長R終了 判定3-0                 | RISE on ABEMA | 2021年5月16日  |
| ○    | 山口侑馬                       | 3R 2:59 TKO（レフェリーストップ） | RIZIN.25 | 2020年11月21日 |
| ×    | 秀樹                           | 3R 1:18 KO（左飛び膝蹴り）        | RISE 141 | 2020年8月23日  |
| △    | ピエトロ・ドゥリャ             | 3R終了 判定0-0                    | MUSASHI ROCK FESTIVAL2020 | 2020年1月13日  |
| ×    | 吉本光志                       | 延長R終了 判定0-3                 | K-1 WORLD MAX 2011 -63kg Japan Tournament FINAL 【-63kg Japan Tournament 第2リザーブファイト】                                                   | 2011年6月25日  |
| ○    | 巨輝                           | 3R終了 判定3-0                    | RISE 74 | 2011年2月27日  |
| ×    | 花田元誓                       | 3R終了 判定0-3                    | RISE 71 【初代RISEライト級王者決定戦 リザーブマッチ】                                                                                            | 2010年10月3日  |
| ×    | 谷山俊樹                       | 3R終了 判定0-3                    | K-1 WORLD MAX 2010 〜-70kg World Championship Tournament FINAL16 / -63kg Japan Tournament FINAL〜 【-63kg Japan Tournament 第3リザーブファイト】 | 2010年7月5日   |
| ○    | 嶋田翔太                       | 3R終了 判定3-0                    | K-1 WORLD MAX 2010 〜-63kg Japan Tournament 1st Round〜 【1回戦】                                                                                | 2010年5月2日   |
| ×    | 青津潤平                       | 延長R終了 判定0-3                 | Krushライト級グランプリ2009～決勝戦Final Round～ 【スーパーファイト】                                                                            | 2009年11月2日  |
| ○    | サクサノーイ・ソージャティップ | 3R終了 判定2-0                    | Survivor Rounde.1 | 2009年9月28日  |
| ○    | 川崎亮                         | 3R終了 判定3-0                    | RISE 55 | 2009年5月31日  |
| ○    | 永山敬之                       | 3R終了 判定3-0                    | RISE 52 | 2009年1月31日  |
| ○    | 後藤勝也                       | 3R終了 判定2-0                    | RISING ROOKIES | 2008年11月30日 |
| ○    | 高平大需                       | 3R 1:00 TKO（ドクターストップ）   | R.I.S.E. 50 | 2008年9月28日  |
| ×    | 小宮山工介                     | 不戦敗（負傷欠場）                | R.I.S.E. 47 〜RISING ROOKIES CUP〜 【RISING ROOKIES CUP -60kg 準決勝】                                                                           | 2008年6月1日   |
| ○    | 仲江川裕人                     | 2R 2:26 TKO（ドクターストップ）   | R.I.S.E. XLV 【RISING ROOKIES CUP -60kg 1回戦】                                                                                                  | 2008年4月27日  |

## 獲得タイトル
- 全日本新人戦空手道選手権大会 第3位(2005年)
- KAMINARIMON 60kg級トーナメント 優勝（2008年）